# Jamie Wyeth
Pour les articles homonymes, voir Wyeth (homonymie).
James Browning Wyeth, dit Jamie Wyeth, né le 6 juillet 1946 à Wilmington (Delaware), est un peintre réaliste américain, fils d'Andrew Wyeth et petit-fils de N. C. Wyeth.

## Biographie
Élevé à Chadd's Ford, Jamie Wyeth est rattaché à la Brandywine School (en), spécialisée dans les œuvres touchant la région de la rivière Brandywine.